# Pamela Kilborn
Pamela "Pam" Kilborn, sedermera genom giftermål Pamela Ryan, född 12 augusti 1939, är en tidigare australisk friidrottare som bland annat satte världsrekord som häcklöpare. Under tre år rankades hon som världens främsta kvinnliga häcklöpare. För sina framstående idrottsprestationer tilldelades hon Brittiska Imperieorden.
Kilborn höll också hög internationell nivå och deltog i olympiska spel på sprintdistanser i slätlöpning samt i längdhopp och sjukamp. Hon blev australisk mästare i individuella grenar hela 17 gånger mellan 1962 och 1972.

## Karriär

### Tidig karriär
Pamela Kilborn inledde sin friidrottskarriär i Melbourne under senare delen av 1950-talet. Hon tävlade för sitt skollag vid University High School tillsammans med sin goda vän Judy Amoore, senare Pollock, sedermera olympisk bronsmedaljör.
Riktigt hög internationell nivå nådde Kilborn 1961 i både häcklöpning och längdhopp. Hon rankades vid årsslutet som nummer fyra respektive tio i världen i de två grenarna.

### Internationell karriär
Vid Brittiska imperie- och samväldesspelen 1962 i Perth var Pam Kilborn en av spelens stjärnor. Hon slog världsrekordhållaren Betty Moore på 80 meter häck och vann längdhoppet före landsmännen Helen Frith och Janet Knee.
Två år senare, vid OS i Tokyo, tangerade hon det olympiska rekordet i semifinalen på 80 meter häck och slutade på tredje plats i finalen efter tyskan Karin Balzer och polskan Teresa Ciepły. Senare samma år, den 5 oktober, tangerade Kilborn världsrekordet på distansen, 10,5 sekunder, vid en annan tävling i Tokyo. Den 6 februari året därpå förbättrade hon rekordet med en tiondel i Melbourne.
Vid Brittiska imperie- och samväldesspelen 1966 i Kingston vann hon 80 meter häck och sprang också i det segrande australiska laget på 4x110 yard.
År 1967 slog Kilborn Christine Pereras inofficiella världsrekord på 100 meter häck, och förbättrade det så småningom ytterligare 1969 till 13,3 sekunder.
Obesegrad sedan OS 1964 var Kilborn favorittippad inför Mexico City 1968, men fick, hindrad av en axelskada, se sig slagen i en regnig final av den unga lagkamraten Maureen Caird.
Vid Brittiska samväldesspelen 1970, då den officiella sprintdistansen för häcklopp ökats från åttio till hundra meter, fick Kilborn revansch på Caird genom att vinna ännu en guldmedalj. Hon blev därmed den första att vinna tre samväldesguld i följd. Vid spelens invigning hade hon redan blivit historisk genom att bli den första kvinnan som burit Australiens flagga.
Efter att tillfälligt ha dragit sig tillbaka återvände hon till sporten för ett sista OS-deltagande 1972. Hon satte världsrekord på 100 meter häck strax innan OS i München med tiden 12,5 sekunder (12.93 med elektronisk mätning). I OS-finalen missade hon dock medalj och kom på fjärde plats.

## Resultatstatistik

### Nationella rekord
Kilborn satte under sin karriär flera australiska rekord i nio olika grenar inklusive 50 meter, 80 meter häck, 100 meter häck, 200 meter häck, längdhopp, femkamp, 4 × 200 meter och 4 ×220 yard.

### Världsrekord
Kilborn satte två officiella världsrekord på 80 meter häck, 1964 och 1965. På 100 meter häck satte hon officiellt världsrekord i Warszawa den 28 juni 1972. På 200 meter häck satte fyra officiella världsrekord under åren 1969 – 1971, med 25,7 sekunder som bästa notering. Hon ingick också tillsammans med Raelene Boyle, Jenny Lamy och Marion Hoffman i det lag som den 9 november 1969 satte världsrekord på 4 × 200 yard i Brisbane med tiden 1.35,8.

### Personliga rekord
| Gren       | Tid    | Vind | Plats                 | Datum             |
| ---------- | ------ | ---- | --------------------- | ----------------- |
| 100 m      | 11,50  | +0,6 | Mexico City, Mexiko   | 14 oktober 1968   |
| 80 m häck  | 10,4   | -    | Melbourne, Australien | 6 februari, 1965  |
| 100 m häck | 12,5   | +0,9 | Warszawa, Polen       | 28 juni 1972      |
| 200 m häck | 25,7   | -    | Melbourne, Australien | 25 november, 1971 |
| Längdhopp  | 6,24 m | -    | Melbourne, Australien | 21 maj 1966       |

### Världsrankingplacering
Tabellen redovisar placeringar på världsrankingen för korta häcklopp och längdhopp
| År   | Korta häcklopp | Längdhopp |
| ---- | -------------- | --------- |
| 1961 | 4              | 10        |
| 1962 | 2              | 9         |
| 1963 | 1              | -         |
| 1964 | 3              | -         |
| 1965 | 1              | -         |
| 1966 | 1              | -         |
| 1967 | 1              | -         |
| 1968 | 2              | -         |
| 1969 | 2              | -         |
| 1970 | 4              | -         |
| 1972 | 4              | -         |

### Placeringar vid australiska mästerskap
Nedan redovisas Pamela Kilborns placeringar vid australiska mästerskap. Fram till 1962 hölls dessa endast vartannat år.
| År   | 100 yard/meter | 80 m häck | 100 m häck | 200 m häck | Längshopp | Femkamp |
| ---- | -------------- | --------- | ---------- | ---------- | --------- | ------- |
| 1960 | -              | 3         | -          | -          | -         | -       |
| 1962 | DNQ            | 5         | -          | -          | 1         | -       |
| 1963 | 6              | 1         | -          | -          | 1         | 1       |
| 1964 | 6              | 1         | -          | -          | 1         | -       |
| 1965 | 2              | 1         | -          | -          | 3         | -       |
| 1966 | 6              | 1         | -          | -          | 2         | -       |
| 1967 | 4              | 1         | -          | -          | 1         | 1       |
| 1968 | 2              | 1         | 1          | -          | 2         | 1       |
| 1969 | 4              | 1         | 1          | -          | 2         | -       |
| 1970 | 5              | -         | 2          | 2          | -         | -       |
| 1971 | -              | -         | -          | -          | -         | -       |
| 1972 | 5              | 2         | 1          | -          | -         | -       |

## Fotnoter
1. 1 2 3 4  Track & Field News world rankings - 80/100 metre hurdles Arkiverad 26 september 2013 hämtat från the Wayback Machine.
2. 1 2 3 4  ”Athletics Australia - Pam Ryan”. Arkiverad från originalet den 24 september 2014. https://web.archive.org/web/20140924045119/http://athhistory.imgstg.com/athletes/athlete190.htm. Läst 25 maj 2017.
3. ↑  Athletics Gold - Pam Kilborn-Ryan
4. 1 2 3  Track & Field News world rankings - Long Jump Arkiverad 9 februari 2012 hämtat från the Wayback Machine.
5. ↑  Athletics Australia - list of Australian world record-holders Arkiverad 16 november 2007 hämtat från the Wayback Machine.
6. ↑  ”Sports Australia Hall of Fame - Maureen Caird”. Arkiverad från originalet den 30 mars 2017. https://web.archive.org/web/20170330155344/https://www.sahof.org.au/hall-of-fame/member-profile/?memberID=245&memberType=athlete. Läst 25 maj 2017.
7. ↑  ”Sports Australia Hall of Fame profile - Pam Ryan”. Arkiverad från originalet den 10 april 2017. https://web.archive.org/web/20170410010234/https://www.sahof.org.au/hall-of-fame/member-profile/?memberID=200&memberType=athlete. Läst 25 maj 2017.